# Corelet
CORElet — программное приложение, разновидность мидлета в системе J2ME, который запускается при включении телефона и постоянно работает в фоновом режиме. Имеет практически неограниченный доступ ко всем API Java-машины. Примером corelet'а может быть медиаплеер iTunes, который устанавливается в некоторые модели телефонов Motorola.
Кроме того, существуют такие corelet'ы как:
- MediaViewer
- VirtualCorelet
- SynerJ

На русском языке часто используется калька с английского термина: корелет.